# Hrdly (zámek)
Hrdly je název zámku s hospodářským dvorem ve stejnojmenné vesnici u Bohušovic nad Ohří v okrese Litoměřice. Byl postaven v průběhu šestnáctého století, ale dochovaná podoba je výsledkem barokní přestavby, na které se podílel Kilián Ignác Dientzenhofer. Hospodářský dvůr se zámkem je chráněn jako kulturní památka. Samostatně byla jako památka chráněna také kovárna, která stála ve východní části vnitřního dvora. Po částečném zřícení stavby existenci tohoto objektu ukončila demolice v roce 2006.

## Historie
První panské sídlo je v Hrdlech zmiňováno v roce 1620, kdy „ves s dvorem a rezidencí“ koupil Václav Vilém z Roupova na Žitenicích. Byl jím renesanční zámek postavený pravděpodobně břevnovským klášterem poté, co roku 1523 vykoupil panství ze zástavy. Po potlačení stavovského povstání byl roku 1621 majetek Václava z Roupova zkonfiskován a Hrdly se vrátily zpět klášteru. Během válek o rakouské dědictví byla vesnice i s dvorem v letech 1742 a 1744 vydrancována. Poškozené renesanční sídlo bylo v letech 1746–1747 nahrazeno barokním zámkem postaveným podle projektu Kiliána Ignáce Dientzenhofera. Zámek roku 1824 vyhořel, a v důsledku požáru zanikla část umělecké výzdoby areálu. Areál zámku není veřejnosti přístupný, vnitřní prostory byly přestavěny na byty.

## Stavební podoba
Renesanční sídlo tvořila jednopatrová budova krytá šindelovou střechou s hodinovou věží. Uvnitř se nacházela kaple svatého Tomáše, sklepy s lednicí, předsíň, komora, kuchyně a šest pokojů. Po barokní přestavbě zámek získal obdélný půdorys se čtyřbokou věžicí na střeše a s krátkým příčným křídlem na západě. Přízemní místnosti jsou zaklenuté valenými a křížovými klenbami. V sousedství věžice se nachází zámecká kaple zvýrazněné párem pilastrů na obou průčelích. Ze dvora se do ní vstupuje obdélným portálem se supraportou a osvětluje ji velké kasulové okno. Interiér zaklenutý plackovou klenbou s postranními poli valené klenby má zkosené rohy. Klenba je zdobená freskovými malbami českých patronů.